# 日豪客運
日豪汽車客運股份有限公司（英文： Ri Hao Bus Company, Ltd.），簡稱：日豪客運（英文：Ri Hao Bus），成立於2019年，主要經營新竹轉運站往返桃園國際機場的國道客運路線。

## 沿革
新竹市長久以來無直達桃園國際機場的國道客運行駛，旅客若要前往桃園國際機場，須以台灣高鐵、台鐵轉乘，趕時間的旅客只能自行開車或搭乘計程車，花費甚鉅。地方爭取多年，經新竹市議會提案、新竹市政府規劃，向中華民國交通部爭取，申請獲准後公告路線，由日豪客運營運。該路線採「24小時不打烊、省錢、無障礙」三大特色，新竹及苗栗地區未來往返桃園國際機場將更加方便。

## 發展歷程
- 2019年8月9日：日豪客運正式成立。
- 2020年2月6日：國道客運1250路線「新竹轉運站－桃園國際機場」正式通車。因疫情影響，採取減班營運。
- 2023年6月1日：1250路線改為全由中巴營運。
- 2023年7月1日：接手營運原國道客運業者首都客運1573路線「基隆火車站－捷運劍南路站」。
- 2023年8月10日：1250路線增班至每天10往返，恢復半夜班次，首班車為凌晨1：00。[3]
- 2023年8月11日：1250路線減班至每天7往返，取消半夜班次，首班車為早上7：00。[4]
- 2025年1月1日：接手營運新北市新巴士F237、F238、F239路線

## 營運路線

### 國道客運路線
| 路線編碼 | 營運區間                         | 備註                                                        |
| -------- | -------------------------------- | ----------------------------------------------------------- |
| 1250     | 新竹轉運站－中山高－桃園國際機場 | - 2020年2月6日上路營運。 - 配有一輛大復康巴士（KKB-1518）。 |
| 1573     | 基隆轉運站－中山高－內湖科技園區 | - A線繞駛麗山高中。 - B線基隆端行駛至港西街下客站。         |

### 新北市新巴士
| 路線編碼 | 營運區間               | 備註                                                  |
| -------- | ---------------------- | ----------------------------------------------------- |
| F237     | 出水坑－林口加油站     | 原林口區免費社區公車7號線，原日華通運路線。           |
| F237副   | 未來城社區－麗園國小   | 原日華通運路線。                                      |
| F238     | 林口發電廠－林口加油站 | 經南屏橋，原林口區免費社區公車8號線，原日華通運路線。 |
| F239     | 林口發電廠－林口加油站 | 經珍珠嶺，原林口區免費社區公車9號線，原日華通運路線。 |

## 外部連結
- 日豪客運官方網站 （页面存档备份，存于）
- 日豪客運的Facebook專頁